# 1161

## Narození
- ? – Balduin IV., jeruzalémský král († 1185)
- ? – Sancho Aragonský, provensálský hrabě a regent aragonského království († 1226)
- ? – Konstancie Bretaňská, bretaňská vévodkyně, zakladatelka kláštera Notre-Dame Villeneuve († září 1201)

## Úmrtí
- 3. února – Inge I., norský král (* 1135)
- 10. února – Sylvestr, pražský biskup (* ?)
- 11. září – Melisenda Jeruzalémská, jeruzalémská královna (* asi 1105)

## Hlavy států
- České království – Vladislav II.
- Svatá říše římská – Fridrich I. Barbarossa
- Papež – Alexandr III.
- Anglické království – Jindřich II. Plantagenet
- Francouzské království – Ludvík VII.
- Polské knížectví – Boleslav IV. Kadeřavý
- Uherské království – Gejza II.
- Kastilské království – Alfonso VIII. Kastilský
- Rakouské vévodství – Jindřich II. Jasomirgott
- Sicilské království – Vilém I. Sicilský
- Byzantská říše – Manuel I. Komnenos